# 莫哈末卡扎里
丹斯里莫哈末卡扎里（1931年12月17日—2021年7月7日），马来西亚武装部队第八任总司令。

## 军人生涯
莫哈末卡扎里于1984年受委陆军总长1年，后来于1985年受委成为武装部队总司令至1987年才由莫哈末哈欣·莫哈末阿里取代。

## 退休
退休后，莫哈末卡扎里曾担任莫实得控股主席和新海峡时报集团主席。

## 逝世
2021年7月7日，莫哈末卡扎里去世，享年90岁。